# アサフォ・アウムア
アサフォ・アウムア（Asafo Aumua、1997年5月5日 - ）は、スーパーラグビー・パシフィックハリケーンズに所属するラグビーユニオン選手。

## プロフィール
- ニュージーランドウェリントン出身[1]。
- ポジションはフッカー(HO)。
- 身長 177cm、体重 109kg
- U20ニュージーランド代表に選ばれたことがある[2]。
- ニュージーランド代表キャップは16（2024年10月現在）。

## 略歴
パーマストンノースボーイズ高校卒業後、ウェリントンを経て、2018年、ハリケーンズに加入。